# Michel Leboucher
č
Michel Leboucher est un homme politique français, né en 1956, représentant du Tahoeraa Huiraatira de l'Assemblée de Polynésie française.

## Biographie
Il commence sa carrière comme enseignant dans l'enseignement catholique. Il est directeur diocésain de l'enseignement catholique de Polynésie française de 1993 à 2014. Il s'engage ensuite en politique aux côtés de Gaston Flosse et devient Ministre de l'Education et des Sports du gouvernement Flosse jusqu'à la destitution de ce dernier le 5 septembre 2014. Il est représentant du Tahoeraa Huiraatira à l'Assemblée de Polynésie française. 
Fils de René Leboucher, secrétaire administratif de l'Assemblée Territoriale en 1954 et frère de Patrick Leboucher.